# محمد شهيد (لاعب كريكت)
محمد شهيد (1 نوفمبر 1988 في بنغلاديش - ) (بالبنغالية: মোহাম্মাদ শহীদ)‏ هو لاعب كريكت بنغلاديشي. شارك مع منتخب بنغلادش الوطني للكريكت.

## وصلات خارجية
- محمد شهيد على موقع إي آس بي آن كريك إنفو (الإنجليزية)